# Sturnelle des prés
Sturnella magna
Espèce
Synonymes
- Alauda magna Linné, 1758 (protonyme) (désuet)

Répartition géographique
- habitat permanent
- zone de nidification

Statut de conservation UICN

 NT A2abce+3bce+4abce : Quasi menacé
La Sturnelle des prés (Sturnella magna) est une espèce de passereau appartenant à la famille des Icteridae.

## Reproduction

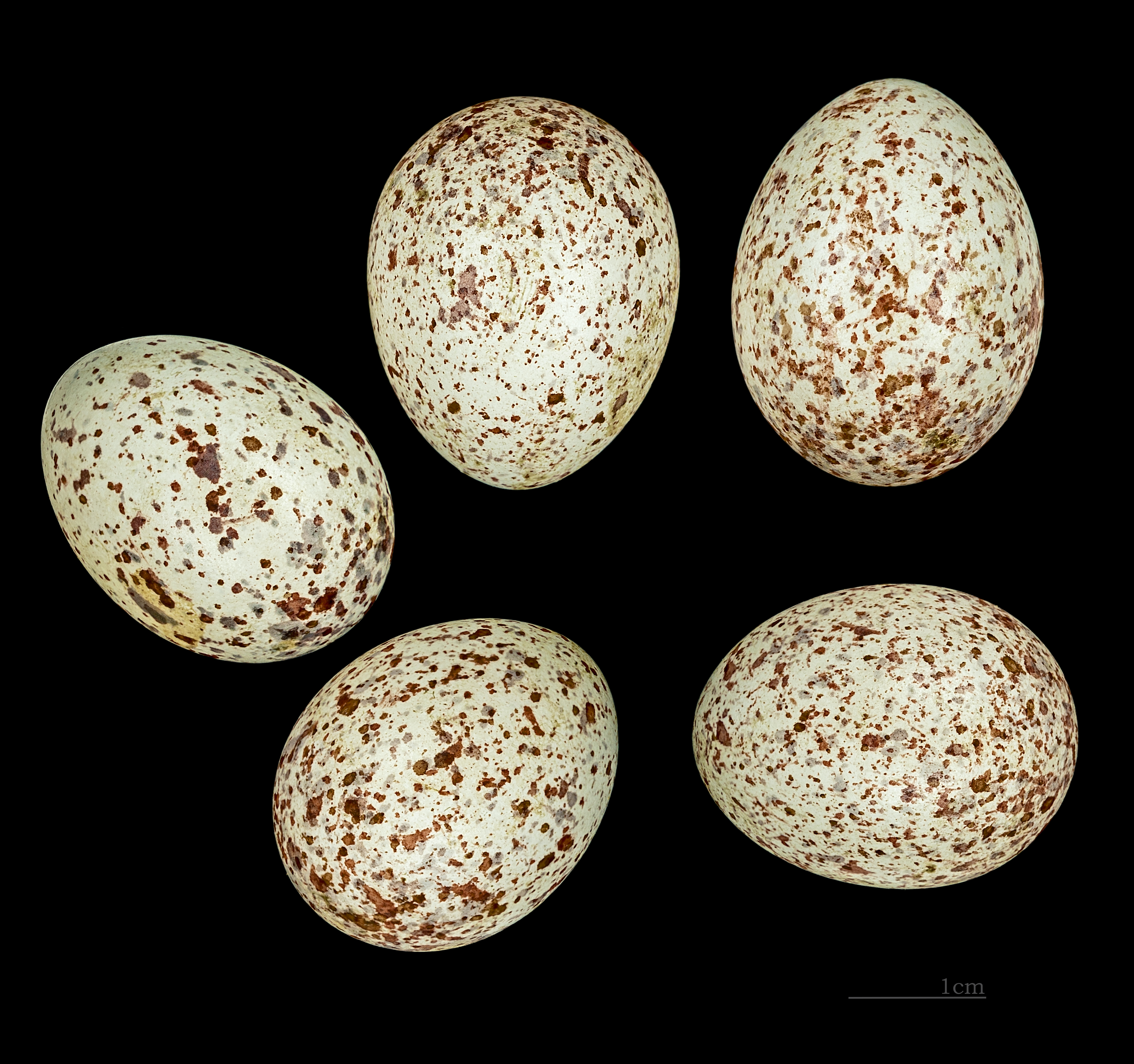
Œufs de Sturnelle des prés Muséum de Toulouse

## Répartition et habitat
Selon la classification de référence du Congrès ornithologique international (15.1, 2025) elle se répartit en 14 sous-espèces :
- S. m. magna (Linné, 1758) — sud-est du Canada et centre/est des États-Unis ;
- S. m. argutula Bangs, 1899 — centre/sud-est des États-Unis ;
- S. m. hoopesi Stone, 1897 — sud du Texas et nord-est du Mexique ;
- S. m. saundersi Dickerman & Phillips, 1970 — sud-est de l'Oaxaca ;
- S. m. alticola Nelson, 1900 — du sud du Mexique au Costa Rica ;
- S. m. mexicana Sclater, 1861 — sud-est du Mexique ;
- S. m. griscomi Van Tyne & Trautman, 1941 — nord de la péninsule du Yucatán ;
- S. m. inexcpectata Ridgway, 1988 — Honduras et nord-est du Nicaragua ;
- S. m. subulata Griscom, 1934 — Panama ;
- S. m. meridionalis Sclater, 1861 — nord de la Colombie et nord-ouest du Venezuela ;
- S. m. paralios Bangs, 1901 — nord de la Colombie et centre-nord du Venezuela ;
- S. m. praticola Chubb, 1921 — des llanos de l'est de la Colombie et sud-est du Venezuela au Guyana et Suriname ;
- S. m. monticola Chubb, 1921 — plateau des Guyanes ;
- S. m. hippocrepis (Wagler, 1832) — Cuba.

## Systématique
L'espèce (Sturnella magna a été décrite par le naturaliste suédois Carl von Linné en 1758, sous le nom initial d'Alauda magna.